# Michael Lantzenberger
Michael Lantzenberger (* 1552 in Scheibenberg; † 1612 in Leipzig) war ein deutscher Buchdrucker. Seine Buchdruckerei befand sich in der Messestadt Leipzig. Zu den in seiner Druckerei hergestellten Büchern zählen u. a. mehrere Schriften von Martin Luther, Matthäus Dressers De vita et morte D. P. L. medici Oratio Adami Vitae Medicorum von 1593 und der Sachsenspiegel von 1595. Zu seinen Schülern zählte sein Neffe Gregor Ritzsch (1584–1643), der ebenfalls Buchdrucker wurde und mehrere evangelische Kirchenlieder schrieb. 